# Уэйанс, Шон
Шон Матис Уэйанс (англ. Shawn Mathis Wayans; род. 19 января 1971, Нью-Йорк, США) — американский комедийный актёр, режиссёр, продюсер и сценарист.

## Биография
Родился 19 января 1971 года в Нью-Йорке, в многодетной семье. Его родители, Эльвира и Хавел Уэйансы, воспитывали 10 детей, почти все из которых тоже стали актёрами.
В 1989 году окончил гуманитарный институт «Bayard Rustin High School».
Получил известность, снявшись в молодёжных комедиях («Не грози южному централу», «Очень страшное кино», «Очень страшное кино-2», «Белые цыпочки», «Шалун» и т. д.).
После занялся режиссёрской деятельностью.

### Семья
Братья: Дэймон Уайанс, Кинен Айвори Уэйанс, Марлон Уэйанс.
Сёстры: Эльвира, Вонни, Нядя, Дидре, Ким Уэйанс.
Имеет троих детей — две дочери Лайла и Иллия Уэйанс и один сын Марлон Уэйанс.

## Фильмография

### Актёр
| Год       |    | Русское название                                        | Оригинальное название                                                    | Роль               |
| --------- | -- | ------------------------------------------------------- | ------------------------------------------------------------------------ | ------------------ |
| 1988      | ф  | Я достану тебя, ублюдок                                 | I’m Gonna Git You Sucka                                                  | прохожий           |
| 1990—2001 | с  | В ярких красках                                         | In Living Color                                                          | разные персонажи   |
| 1991      | с  | Секретный агент Макгайвер                               | MacGyver                                                                 | Робо               |
| 1993      | с  | Тусоваться с мистером Купером                           | Hangin’ with Mr. Cooper                                                  | Доминик            |
| 1995—1999 | с  | Братья Уэйанс                                           | The Wayans Bros.                                                         | Шон Уильямс        |
| 1996      | ф  | Не грози Южному централу, попивая сок у себя в квартале | Don’t Be a Menace to South Central While Drinking Your Juice in the Hood | Пепельница         |
| 1996      | с  | Быть родителем                                          | The Parent ’Hood                                                         | в роли самого себя |
| 1996—1997 | с  | Уэйнхед                                                 | Waynehead                                                                | Туф                |
| 1999      | мс | Сказочные истории для всех детей                        | Happily Ever After: Fairy Tales for Every Child                          | плохой Бобби       |
| 1999      | ф  | Новая кровь                                             | New Blood                                                                | Валентайн          |
| 2000      | ф  | Очень страшное кино                                     | Scary Movie                                                              | Рэй Уилкинс        |
| 2001      | ф  | Очень страшное кино 2                                   | Scary Movie 2                                                            | Рэй Уилкинс        |
| 2004      | ф  | Белые цыпочки                                           | White Chicks                                                             | Кевин Коупленд     |
| 2006      | ф  | Шалун                                                   | Little Man                                                               | Дэррил             |
| 2006      | мф | —                                                       | Thugaboo: Sneaker Madness                                                | Слим               |
| 2006      | мф | —                                                       | Thugaboo: A Miracle on D-Roc’s Street                                    | Слим / Чипи        |
| 2009      | ф  | Без ансамбля                                            | Dance Flick                                                              | папочка малыша     |
| 2016      | мс | Звери.                                                  | Animals.                                                                 | Томми              |
| 2017      | с  | Сегодня ночью с Платанито                               | Noches con Platanito                                                     | н/д                |

### Режиссёр, сценарист, продюсер
| Год       | Название                                                | Оригинальное название                                                    | Режиссёр | Сценарист    | Продюсер    | Примечания               |
| --------- | ------------------------------------------------------- | ------------------------------------------------------------------------ | -------- | ------------ | ----------- | ------------------------ |
| 1992      | В ярких красках                                         | In Living Color                                                          |          | Да (2 эп.)   |             | телесериал               |
| 1993      | —                                                       | Soul Train Comedy Awards                                                 |          | Да           |             | стендап-концерт          |
| 1995—1999 | Братья Уэйанс                                           | The Wayans Bros.                                                         |          | Да (100 эп.) | Да (47 эп.) |                          |
| 1996      | Не грози Южному централу, попивая сок у себя в квартале | Don’t Be a Menace to South Central While Drinking Your Juice in the Hood |          | Да           | Да          |                          |
| 1998      | —                                                       | Comics Come Home 4                                                       |          | Да           |             | стендап-концерт          |
| 2000      | Очень страшное кино                                     | Scary Movie                                                              |          | Да           | Да          |                          |
| 2001      | Очень страшное кино 2                                   | Scary Movie 2                                                            |          | Да           | Да          |                          |
| 2004      | Белые цыпочки                                           | White Chicks                                                             |          | Да           | Да          |                          |
| 2006      | Шалун                                                   | Little Man                                                               |          | Да           | Да          |                          |
| 2006      | —                                                       | Thugaboo: Sneaker Madness                                                | Да       | Да           | Да          | телевизионный мультфильм |
| 2006      | —                                                       | Thugaboo: A Miracle on D-Roc’s Street                                    | Да       | Да           | Да          | телевизионный мультфильм |
| 2008      | —                                                       | The Life and Times of Marcus Felony Brown                                |          | Да           | Да          | телефильм                |
| 2009      | Без ансамбля                                            | Dance Flick                                                              |          | Да           | Да          |                          |